# Idelegruppe
Die Idelegruppe und die Idelklassengruppe stellen in der Mathematik zentrale Objekte der Klassenkörpertheorie dar.
In der lokalen Klassenkörpertheorie spielt die multiplikative Gruppe des lokalen Körpers eine wichtige Rolle. In der globalen Klassenkörpertheorie wird diese Rolle von der Idelklassengruppe übernommen, welche der Quotient aus den Einheiten des Adelerings und den Einheiten des Körpers ist. Der Begriff des Idels ist eine Abänderung des Idealbegriffs, wobei beide Begriffe in Beziehung zueinander stehen, siehe dazu den Satz über den Zusammenhang zwischen der Ideal- und der Idelklassengruppe. Der Idelbegriff wurde in 1936 und 1941 von dem französischen Mathematiker Claude Chevalley veröffentlichten Arbeiten unter dem Namen „ideal element“ (abgekürzt: id.el.) eingeführt.
Verallgemeinerungen des Artinschen Reziprozitätsgesetzes führen zur Verbindung von automorphen Darstellungen und Galois-Darstellungen von {\displaystyle K} (Langlands-Programm). Genauer operiert die absolute Galoisgruppe auf der algebraischen De-Rham-Kohomologie von Shimura-Varietäten mit Werten in der Idelgruppe. Diese Darstellungen sind Hodge-Tate mit Gewichten (1,2).
Die Idelegruppe, speziell die Idelklassengruppe, findet Anwendung in der Klassenkörpertheorie, welche sich mit abelschen Körpererweiterungen von {\displaystyle K} beschäftigt. Das Produkt der lokalen Reziprozitätskarten in der Klassenkörpertheorie gibt einen Homöomorphismus von der Idelegruppe in die Galoisgruppe der maximalen abelschen Erweiterung über einem algebraischen Zahlkörper. Das Artinsche Reziprozitätsgesetz, welches eine Verallgemeinerung des quadratischen Reziprozitätsgesetzes von Gauß ist, besagt, dass das Produkt in der multiplikativen Gruppe des Zahlkörpers verschwindet. Daher erhalten wir die globale Reziprozitätskarte der Idelklassengruppe von dem abelschen Teil der absoluten Galoisgruppe der Körpererweiterung.
Notation: Im Folgenden ist {\displaystyle K} ein globaler Körper. Das bedeutet, dass {\displaystyle K} entweder ein algebraischer Zahlkörper oder ein algebraischer Funktionenkörper positiver Charakteristik vom Transzendenzgrad 1 ist. Im ersten Fall bedeutet das, dass {\displaystyle K/\mathbb {Q} } eine endliche Körpererweiterung ist, im zweiten Fall, dass {\displaystyle K/\mathbb {F} _{p^{r}}(t)} eine endliche Körpererweiterung ist. Im Folgenden bezeichnet {\displaystyle v} eine Stelle von {\displaystyle K.} Die triviale Bewertung und der dazu korrespondierende triviale Betrag werden im kompletten Artikel ausgeschlossen. Es wird unterschieden zwischen endlichen (nicht-archimedischen) Stellen, welche als {\displaystyle v<\infty } oder {\displaystyle v\nmid \infty } notiert werden und unendlichen (archimedischen) Stellen, welche als {\displaystyle v\mid \infty } notiert werden. Im Folgenden bezeichne {\displaystyle P_{\infty }} die endliche Menge der unendlichen Stellen von {\displaystyle K.} Wir schreiben {\displaystyle P} für eine endliche Teilmenge der Stellenmenge von {\displaystyle K,} welche {\displaystyle P_{\infty }} enthält. Sei {\displaystyle K_{v}} die Vervollständigung von {\displaystyle K} nach einer Stelle {\displaystyle v.} Bei einer diskreten Bewertung {\displaystyle v} bezeichne mit {\displaystyle {\mathcal {O}}_{v}} den zugehörigen diskreten Bewertungsring von {\displaystyle K_{v}} und mit {\displaystyle {\mathfrak {m}}_{v}} das maximale Ideal von {\displaystyle {\mathcal {O}}_{v}.} Ist dieses ein Hauptideal, so schreibe {\displaystyle \pi _{v}} für ein uniformisierendes Element. Der Leser sei weiterhin auf die eineindeutige Identifikation von Beträgen und Bewertungen eines Körpers hingewiesen bei Fixierung einer geeigneten Konstante {\displaystyle C>1:}
Die Bewertung {\displaystyle v} wird dem Betrag {\displaystyle |\cdot |_{v}} zugeordnet, welcher wie folgt definiert wird:
{\displaystyle |x|_{v}:={\begin{cases}C^{-v(x)}&,{\text{ falls }}x\neq 0\\0&,{\text{ falls }}x=0\end{cases}}\quad \forall x\in K.}
Umgekehrt wird dem Betrag {\displaystyle |\cdot |} die Bewertung {\displaystyle v_{|\cdot |}} zugeordnet, welche wie folgt definiert ist: {\displaystyle v_{|\cdot |}(x):=-\log _{C}(|x|)} für alle {\displaystyle x\in K^{\times }.} Diese Identifikation wird im Artikel laufend verwendet.

## Definition der Idelegruppe eines globalen KörpersK

### Topologie auf der Einheitengruppe eines topologischen Rings
Sei {\displaystyle R} ein topologischer Ring. Dann bildet {\displaystyle R^{\times }} mit der Teilraumtopologie im Allgemeinen keine topologische Gruppe. Wir installieren deshalb auf {\displaystyle R^{\times }} die folgende, gröbere Topologie, was bedeutet, dass weniger Mengen offen sind: Betrachte die Inklusionsabbildung
{\displaystyle {\begin{aligned}\iota :R^{\times }&\rightarrow R\times R,\\x&\mapsto (x,x^{-1}).\end{aligned}}}
Wir installieren auf {\displaystyle R^{\times }} die Topologie, die von der entsprechenden Teilraumtopologie auf {\displaystyle R\times R} erzeugt wird. Das heißt, wir installieren auf {\displaystyle \iota (R^{\times })} die Teilraumtopologie der Produkttopologie. Eine Menge {\displaystyle U\subset R^{\times }} ist per Definition genau dann offen in der neuen Topologie, wenn {\displaystyle \iota (U)} in der Teilraumtopologie offen ist. Mit dieser Topologie wird {\displaystyle (R^{\times },\cdot )} eine topologische Gruppe und die Inklusionsabbildung {\displaystyle R^{\times }\hookrightarrow R} wird stetig. Es ist die gröbste Topologie, welche aus der Topologie von {\displaystyle R} entsteht und die {\displaystyle R^{\times }} zu einer topologischen Gruppe macht.
Beweis: Man nehme den topologischen Ring {\displaystyle \mathbb {A} _{\mathbb {Q} }.} Dann ist die Inversionsabbildung nicht stetig. Dies kann an folgendem Beispiel eingesehen werden: Betrachte die Folge
{\displaystyle {\begin{aligned}x_{1}&=(2,1,\dotsc )\\x_{2}&=(1,3,1,\dotsc )\\x_{3}&=(1,1,5,1,\dotsc )\\&\vdots \end{aligned}}}
Diese Folge konvergiert in der {\displaystyle \mathbb {A} _{\mathbb {Q} }}-Topologie gegen das Einsadel, denn für eine gegebene Umgebung {\displaystyle U} der {\displaystyle 0} können wir annehmen, dass {\displaystyle U} die folgende Form hat:
{\displaystyle U=\prod _{p{\text{ prim }} \atop p\leq N}U_{p}\times \prod _{p{\text{ prim }} \atop p>N}\mathbb {Z} _{p}.}
Weiterhin gilt, dass {\displaystyle (x_{n})_{p}\in \mathbb {Z} _{p}} für alle {\displaystyle n,p} und daher {\displaystyle (x_{n})_{p}-1\in \mathbb {Z} _{p}} für alle {\displaystyle p.} Es folgt, dass {\displaystyle x_{n}-1\in U} für alle {\displaystyle n\in \mathbb {N} _{0}} groß genug.
Das Bild dieser Folge unter der Inversionsabbildung konvergiert nicht mehr in der Teilraumtopologie von {\displaystyle \mathbb {A} _{\mathbb {Q} }} (vgl. das Lemma über den Unterschied zwischen der restringierten und unrestringierten Produkttopologie). In dieser neuen Topologie konvergiert weder die Folge noch ihre Inverse. Dieses Beispiel zeigt insbesondere, dass die beiden Topologien verschieden sind. Wir installieren also auf den Einheiten die oben beschriebene Topologie. Mit dieser Topologie wird {\displaystyle R^{\times }} eine topologische Gruppe. Es bleibt die Stetigkeit der Inversionsabbildung zu zeigen. Sei {\displaystyle U\subset R^{\times }} eine beliebige, offen Menge in der oben definierten Topologie, d. h. {\displaystyle U\times U^{-1}\subset R\times R} ist offen. Zu zeigen ist, dass {\displaystyle U^{-1}\subset R^{\times }} offen ist, d. h. zu zeigen ist, dass {\displaystyle U^{-1}\times (U^{-1})^{-1}=U^{-1}\times U\subset R\times R} offen ist. Dies ist nach Voraussetzung der Fall.

### Die Idelegruppe eines globalen KörpersK
Sei {\displaystyle K} ein globaler Körper. Die Einheitengruppe des Adelerings ist die sogenannte Idelegruppe von {\displaystyle K}, welche im Folgenden mit
{\displaystyle I_{K}:=\mathbb {A} _{K}^{\times }}
bezeichnet wird. Definiere weiterhin
{\displaystyle {\begin{aligned}I_{K,S}&:=\mathbb {A} _{K,S}^{\times },\\I_{K}^{S}&:=(\mathbb {A} _{K}^{S})^{\times }.\end{aligned}}}
Wir installieren auf der Idelegruppe die Topologie, die wir im Abschnitt zuvor definiert haben. Dadurch wird die Idelegruppe eine topologische Gruppe.

### Die Idelegruppe als restringiertes Produkt
Sei {\displaystyle K} ein globaler Körper. Es gilt:
{\displaystyle {\begin{aligned}I_{K,S}&={\widehat {\prod \limits _{v\in S}}}^{{\mathcal {O}}_{v}^{\times }}K_{v}^{\times },\\I_{K}^{S}&={\widehat {\prod \limits _{v\notin S}}}^{{\mathcal {O}}_{v}^{\times }}K_{v}^{\times },\\{\text{und}}\qquad I_{K}&={\widehat {\prod \limits _{v}}}^{{\mathcal {O}}_{v}^{\times }}K_{v}^{\times },\end{aligned}}}
wobei die Gleichheit im Sinne topologischer Ringe zu verstehen ist. Das restringierte Produkt trägt die restringierte Produkttopologie, welche erzeugt wird von den restringierten offenen Rechtecken. Diese haben die folgende Gestalt:
{\displaystyle {\begin{aligned}\prod _{v\in E}U_{v}\times \prod _{v\notin E}{\mathcal {O}}_{v}^{\times },\end{aligned}}}
wobei {\displaystyle E} eine endliche Teilmenge aller Stellen ist und {\displaystyle U_{v}\subset K_{v}^{\times }} beliebige, offene Mengen sind.
Beweis: Wir führen den Beweis für {\displaystyle I_{K}.} Die anderen beiden Aussagen folgen analog. Zuerst überlegen wir uns die Mengengleichheit. Betrachte dazu folgende Gleichungskette:
{\displaystyle {\begin{aligned}I_{K}:=\mathbb {A} _{K}^{\times }:&=\{x=(x_{v})_{v}\in \mathbb {A} _{K}:\exists y=(y_{v})_{v}\in \mathbb {A} _{K}:xy=1\}\\&=\{x=(x_{v})_{v}\in \mathbb {A} _{K}:\exists y=(y_{v})_{v}\in \mathbb {A} _{K}:x_{v}\cdot y_{v}=1\quad \forall v\}\\&=\{x=(x_{v})_{v}:x_{v}\in K_{v}^{\times }\,\,\forall v{\text{ und }}x_{v}\in {\mathcal {O}}_{v}^{\times }\,\,\forall v\,\,{\text{ bis }}{\text{ auf }}{\text{ endlich }}{\text{ viele }}\}\\&={\widehat {\prod \limits _{v}}}^{{\mathcal {O}}_{v}^{\times }}K_{v}^{\times }.\end{aligned}}}
Beim Übergang von Zeile 2 zu 3 ist zu beachten, dass sowohl {\displaystyle x} als auch {\displaystyle x^{-1}=y} in {\displaystyle \mathbb {A} _{K}} sein sollen, also {\displaystyle x_{v}\in {\mathcal {O}}_{v}} für fast alle {\displaystyle v} und {\displaystyle x_{v}^{-1}\in {\mathcal {O}}_{v}} für fast alle {\displaystyle v,} also insgesamt {\displaystyle x_{v}\in {\mathcal {O}}_{v}^{\times }} für fast alle {\displaystyle v.} Als Nächstes überlegen wir uns, dass die beiden Topologien übereinstimmen. Offensichtlich ist jedes restringierte offene Rechteck auch offen in der Topologie der Idelegruppe. Andererseits sei {\displaystyle U\subset I_{K}} offen in der Topologie der Idelegruppe, d. h. {\displaystyle U\times U^{-1}\subset \mathbb {A} _{K}\times \mathbb {A} _{K}} ist offen. Es folgt, dass für jedes {\displaystyle u\in U} ein restringiertes offenes Rechteck existiert, welches {\displaystyle u} enthält und in {\displaystyle U} liegt. Also ist {\displaystyle U} als Vereinigung restringierter offener Rechtecke darstellbar, also offen in der restringierten Produkttopologie.

### Weitere Definitionen
Unter Verwendung der bisherigen Notation, definiere
{\displaystyle {\widehat {\mathcal {O}}}:=\prod _{v\nmid \infty }{\mathcal {O}}_{v}=\prod _{v<\infty }{\mathcal {O}}_{v}}
und {\displaystyle {\widehat {\mathcal {O}}}^{\times }} als die entsprechende Einheitengruppe. Es gilt dann
{\displaystyle {\widehat {\mathcal {O}}}^{\times }=\prod _{v<\infty }{\mathcal {O}}_{v}^{\times }.}

## Die IdelegruppeI(L)bei einer KörpererweiterungL/K

### Alternative Beschreibung der Idelegruppe im FallL/K
Sei {\displaystyle K} ein globaler Körper und sei {\displaystyle L/K} eine endliche Körpererweiterung. Dann ist {\displaystyle L} wieder ein globaler Körper und die Idelegruppe {\displaystyle I_{L}} ist definiert. Definiere
{\displaystyle {\begin{aligned}L_{v}^{\times }&:=\prod _{w\mid v}L_{w}^{\times },\\{\widetilde {{\mathcal {O}}_{v}}}^{\times }&:=\prod _{w\mid v}{\mathcal {O}}_{w}^{\times }.\end{aligned}}}
Beachte, dass beide Produkte endlich sind. Es gilt dann:
{\displaystyle {\begin{aligned}I_{L}={\widehat {\prod \limits _{v}}}^{{\widetilde {{\mathcal {O}}_{v}}}^{\times }}L_{v}^{\times }.\end{aligned}}}

### Einbettung der Idelegruppe vonKin die Idelegruppe vonL
Es gibt eine kanonische Einbettung der Idelegruppe von {\displaystyle K} in die Idelegruppe von {\displaystyle L.} Dem Idel {\displaystyle a=(a_{v})_{v}\in I_{K}} wird das Idel {\displaystyle a'=(a'_{w})_{w}\in I_{L}} mit {\displaystyle a'_{w}=a_{v}\in K_{v}^{\times }\subset L_{w}^{\times }} für {\displaystyle w\mid v} zugeordnet. Deshalb kann {\displaystyle I_{K}} als Untergruppe von {\displaystyle I_{L}} aufgefasst werden. Ein Element {\displaystyle a=(a_{w})_{w}\in I_{L}} liegt also genau dann in der Untergruppe {\displaystyle I_{K},} wenn seine Komponenten {\displaystyle a_{w}\in K_{v}^{\times }} erfüllen für {\displaystyle w\mid v} und wenn weiterhin gilt, dass {\displaystyle a_{w}=a_{w'}} für {\displaystyle w\mid v} und {\displaystyle w'\mid v} für die gleiche Stelle {\displaystyle v} von {\displaystyle K.}

## Die Idelegruppe einerK-AlgebraA
Sei {\displaystyle A} eine endlichdimensionale {\displaystyle K}-Algebra, wobei {\displaystyle K} ein globaler Körper ist. Betrachte die Einheitengruppe von {\displaystyle \mathbb {A} _{A}.} Die Abbildung {\displaystyle x\mapsto x^{-1}} ist im Allgemeinen nicht stetig in der Teilraumtopologie. Somit bilden die Einheiten keine topologische Gruppe. Wir statten {\displaystyle \mathbb {A} _{A}^{\times }} deswegen mit der Topologie aus, die wir in dem Abschnitt über die Einheiten auf topologischen Ringen definiert haben. Mit dieser Topologie versehen, nennen wir die Einheitengruppe von {\displaystyle A} die Idelegruppe {\displaystyle \mathbb {A} _{A}^{\times }} von {\displaystyle A.} Die Elemente der Gruppe werden die Idele von {\displaystyle A} genannt.
Sei {\displaystyle \alpha } eine endliche Teilmenge von {\displaystyle A,} welche eine {\displaystyle K}-Basis von {\displaystyle A} enthält. Sei wieder {\displaystyle \alpha _{v}} der {\displaystyle {\mathcal {O}}_{v}}-Modul, der von {\displaystyle \alpha } in {\displaystyle A_{v}} erzeugt wird. Wie bereits bei der Betrachtung des Adelerings, existiert eine endliche Teilmenge {\displaystyle P_{0}} der Stellenmenge, welche {\displaystyle P_{\infty }} enthält, so dass für alle {\displaystyle v\notin P_{0}} gilt, dass {\displaystyle \alpha _{v}} ein kompakter Unterring von {\displaystyle A_{v}} ist und die Einheiten enthält. Weiterhin gilt für jedes {\displaystyle v,} dass {\displaystyle A_{v}^{\times }} eine offene Teilmenge von {\displaystyle A_{v}} ist und dass die Abbildung {\displaystyle x\mapsto x^{-1}} stetig auf {\displaystyle A_{v}^{\times }} ist. Es folgt, dass die Abbildung {\displaystyle x\mapsto (x,x^{-1})} die Gruppe {\displaystyle A_{v}^{\times }} homöomorph auf ihr Bild unter dieser Abbildung in {\displaystyle A_{v}\times A_{v}} abbildet. Für {\displaystyle v\notin P_{0}} sind {\displaystyle \alpha _{v}^{\times }} diejenigen Elemente von {\displaystyle A_{v}^{\times },} welche unter der obigen Abbildung auf {\displaystyle \alpha _{v}\times \alpha _{v}} abgebildet werden. Somit ist {\displaystyle \alpha _{v}^{\times }} eine offene und kompakte Untergruppe von {\displaystyle A_{v}^{\times }.} Der Beweis dieser Aussage findet sich in Weil (1967), S. 71ff.
Diese Betrachtungen lassen sich insbesondere auf die Endomorphismenalgebren von Vektorräumen anwenden. Sei {\displaystyle E} ein endlichdimensionaler {\displaystyle K}-Vektorraum, wobei {\displaystyle K} ein globaler Körper ist. Sei {\displaystyle \operatorname {End} (E):=\{\varphi :E\rightarrow E,\varphi \,\,{\text{ ist }}{\text{ eine }}\,\,K{\text{ -lineare }}{\text{ Abbildung }}\}.} Dies ist eine {\displaystyle K}-Algebra. Es gilt: {\displaystyle \operatorname {End} (E)^{\times }=\operatorname {Aut} (E),} wobei eine lineare Abbildung genau dann invertierbar ist, wenn ihre Determinante von {\displaystyle 0} verschieden ist. Wenn {\displaystyle K} ein topologischer Körper ist, dann ist {\displaystyle \operatorname {Aut} (E)} eine offene Teilmenge von {\displaystyle \operatorname {End} (E),} denn {\displaystyle \operatorname {End} (E)\setminus \operatorname {Aut} (E)=\operatorname {det} ^{-1}(\{0\}).} Da {\displaystyle \{0\}} abgeschlossen ist und {\displaystyle \operatorname {det} } stetig ist, ist {\displaystyle \operatorname {Aut} (E)} offen. Mit {\displaystyle A:=End(A)} kann man dann wie oben die Idele von {\displaystyle A} betrachten.
Alternative Charakterisierung der Idelegruppe:
Sei die Situation wie zuvor: Sei {\displaystyle P} eine endliche Teilmenge der Stellenmenge welche {\displaystyle P_{0}} enthält. Dann ist
{\displaystyle \mathbb {A} _{A}(P,\alpha )^{\times }:=\prod \limits _{v\in P}A_{v}^{\times }\times \prod \limits _{v\notin P}\alpha _{v}^{\times }}
eine offene Untergruppe von {\displaystyle \mathbb {A} _{A}^{\times },} wobei {\displaystyle \mathbb {A} _{A}^{\times }} als Vereinigung der {\displaystyle \mathbb {A} _{A}(P,\alpha )^{\times }} geschrieben werden kann, und wobei {\displaystyle P\supset P_{0}} alle endlichen Teilmengen der Stellenmenge durchläuft. Ein Beweis dieser Aussage findet sich in Weil (1967), S. 72.
Im Spezialfall {\displaystyle A=K} erhält man Folgendes. Für jede endliche Teilmenge der Stellenmenge von {\displaystyle K,} welche {\displaystyle P_{\infty }} enthält, ist die Gruppe
{\displaystyle \mathbb {A} _{K}(P)^{\times }=\prod \limits _{v\in P}K_{v}^{\times }\times \prod \limits _{v\notin P}{\mathcal {O}}_{v}^{\times }}
eine offene Untergruppe von {\displaystyle \mathbb {A} _{K}^{\times }=I_{K}.} Es gilt weiterhin, dass {\displaystyle I_{K}} die Vereinigung aller dieser Untergruppen {\displaystyle \mathbb {A} _{K}(P)^{\times }} ist.

## Spur und Norm
Die Spur kann nicht ohne weiteres auf die Idelegruppe übertragen werden, die Norm allerdings schon. Sei dazu {\displaystyle \alpha \in I_{K}.} Dann ist {\displaystyle \operatorname {con} _{L/K}(\alpha )\in I_{L},} also haben wir einen injektiven Gruppenhomomorphismus
{\displaystyle \operatorname {con} _{L/K}:I_{K}\hookrightarrow I_{L}.}
Da {\displaystyle \alpha \in I_{L}} und somit invertierbar ist, so ist auch {\displaystyle N_{L/K}(\alpha )} invertierbar, da {\displaystyle (N_{L/K}(\alpha ))^{-1}=N_{L/K}(\alpha ^{-1}).} Es gilt also, dass {\displaystyle N_{L/K}(\alpha )\in I_{K}.} Folglich liefert die Einschränkung der Normabbildung die folgende Abbildung:
{\displaystyle N_{L/K}:I_{L}\rightarrow I_{K}.}
Diese ist stetig und erfüllt ebenfalls die Eigenschaften der Norm aus dem Lemma über die Eigenschaften von Spur und Norm.

## Eigenschaften

### K*ist eine diskrete Untergruppe vonI(K)
Die Einheiten des globalen Körpers {\displaystyle K} können diagonal in die Idelegruppe eingebettet werden:
{\displaystyle {\begin{aligned}&K^{\times }\hookrightarrow I_{K,S},\\&a\mapsto (a,a,a,\dotsc ).\end{aligned}}}
Da {\displaystyle K^{\times }\subset K_{v}^{\times }} für alle {\displaystyle v} gilt, folgt die Wohldefiniertheit und Injektivität dieser Abbildung wie beim entsprechenden Satz über den Adelering.
Weiterhin gilt, dass die Untergruppe {\displaystyle K^{\times }} diskret (und damit insbesondere abgeschlossen) in {\displaystyle I_{K}} ist. Diese Tatsache folgt analog wie bei dem entsprechenden Satz über den Adelering.
Insbesondere ist {\displaystyle A^{\times }} eine diskrete Untergruppe von {\displaystyle \mathbb {A} _{A}^{\times }.}

### Die Idelklassengruppe
In der algebraischen Zahlentheorie wird für einen gegebenen Zahlkörper {\displaystyle K} die Idealklassengruppe betrachtet. Analog dazu definiert man den Begriff der Idelklassengruppe wie folgt.
In Analogie zum Begriff des Hauptideals werden die Elemente von {\displaystyle K^{\times }} in {\displaystyle I_{K}} als Hauptidele von {\displaystyle I_{K}} bezeichnet. Der Quotient, also die Faktorgruppe {\displaystyle C_{K}:=I_{K}/K^{\times },} wird die Idelklassengruppe von {\displaystyle K} genannt. Diese steht in Zusammenhang mit der Idealklassengruppe (vgl. den Satz über den Zusammenhang zwischen der Ideal- und der Idelklassengruppe) und ist Hauptgegenstand bei den Betrachtungen in der Klassenkörpertheorie.
Da {\displaystyle K^{\times }} abgeschlossen in {\displaystyle I_{K}} ist, folgt, dass {\displaystyle C_{K}} eine lokalkompakte, hausdorffsche, topologische Gruppe ist.
Für eine endliche Körpererweiterung {\displaystyle L/K} globaler Körper induziert die Einbettung {\displaystyle I_{K}\hookrightarrow I_{L}} eine injektive Abbildung auf den Idelklassengruppen:
{\displaystyle {\begin{aligned}C_{K}&\hookrightarrow C_{L},\\\alpha K^{\times }&\mapsto \alpha L^{\times }.\end{aligned}}}
Die Wohldefiniertheit der Abbildung folgt, da die Injektion {\displaystyle I_{K}\hookrightarrow I_{L}} offensichtlich {\displaystyle K^{\times }} auf eine Untergruppe von {\displaystyle L^{\times }} abbildet. Die Injektivität wird in Neukirch (2007), S. 388 gezeigt.

### Die Idelegruppe ist eine lokalkompakte, topologische Gruppe
Für jede Teilmenge {\displaystyle S} der Stellenmenge von {\displaystyle K} ist {\displaystyle I_{K,S}} mit der Topologie der Idelegruppe eine lokalkompakte topologische Gruppe. Mit der Teilraumtopologie wird {\displaystyle I_{K,S}} im Allgemeinen keine topologische Gruppe, da die Inversionsabbildung nicht stetig ist.
Dieser Satz folgt aus der Lokalkompaktheit des Adelerings, der Konstruktion der Ideletopologie und der Darstellung der Idelegruppe als restringiertes Produkt.
Da die Idelegruppe mit der Multiplikation eine lokalkompakte Gruppe bilden, existiert ein Haarmaß {\displaystyle d^{\times }x} auf dieser Gruppe. Dieses kann so normalisiert werden, dass {\displaystyle \textstyle \int _{I_{K,fin}}\mathbf {1} _{\widehat {\mathcal {O}}}\,d^{\times }x=1.} Dies ist die Normalisierung an den endlichen Stellen. Hierbei bezeichnet {\displaystyle I_{K,fin}} die Menge der endlichen Idele, also die Einheitengruppe der Menge der endlichen Adele. An den unendlichen wird das multiplikative Lebesgue-Maß {\displaystyle \textstyle {\frac {dx}{|x|}}} genommen.
Eine Einsumgebungsbasis der Idelegruppe ist durch eine Einsumgebungsbasis von {\displaystyle \mathbb {A} _{K}^{\times }(P_{\infty })} gegeben. Alternativ bilden auch alle Mengen der folgenden Form eine Einsumgebungsbasis:
{\displaystyle \prod _{v}U_{v},}
wobei {\displaystyle U_{v}} eine Umgebung der {\displaystyle 1} in {\displaystyle K_{v}^{\times }} ist und {\displaystyle U_{v}={\mathcal {O}}_{v}^{\times }} für fast alle {\displaystyle v.}

### Betrag aufI(K)und die Menge der1-Idele vonK
Sei {\displaystyle K} ein globaler Körper. Auf der Idelegruppe installieren wir einen Betrag wie folgt: Für ein gegebenes Idel {\displaystyle \alpha =(\alpha _{v})_{v}} definiere:
{\displaystyle |\alpha |:=\prod _{v}|\alpha _{v}|_{v}.}
Da {\displaystyle \alpha \in I_{K},} ist dieses Produkt endlich und damit wohldefiniert. Die Definition des Betrages lässt sich auf den Adelering ausdehnen, wenn wir unendliche Produkte zulassen, wobei die Konvergenz in {\displaystyle (\mathbb {R} ,|\cdot |_{\infty })} betrachtet wird. Diese Produkte werden alle {\displaystyle 0,} so dass der ausgedehnte Betrag auf {\displaystyle \mathbb {A} _{K}\setminus I_{K}} verschwindet. Im Folgenden bezeichne {\displaystyle |\cdot |} die Betragsabbildung auf {\displaystyle \mathbb {A} _{K}} bzw. {\displaystyle I_{K}.}
Es gilt nun, dass die Betragsabbildung ein stetiger Gruppenhomomorphismus ist, d. h. die Abbildung {\displaystyle |\cdot |:I_{K}\rightarrow \mathbb {R} _{>0}} ist ein stetiger Gruppenhomomorphismus. Dies kann durch folgende Rechnung eingesehen werden: Seien {\displaystyle \alpha } und {\displaystyle \beta \in I_{K}.} Dann gilt:
{\displaystyle {\begin{aligned}|\alpha \cdot \beta |&=\prod _{v}|(\alpha \cdot \beta )_{v}|_{v}\\&=\prod _{v}|\alpha _{v}\cdot \beta _{v}|_{v}\\&=\prod _{v}(|\alpha _{v}|_{v}\cdot |\beta _{v}|_{v})\\&=(\prod _{v}|\alpha _{v}|_{v})\cdot (\prod _{v}|\beta _{v}|_{v})\\&=|\alpha |\cdot |\beta |,\end{aligned}}}
wobei beim Übergang von Zeile 3 in Zeile 4 benutzt wurde, dass alle auftretenden Produkte endlich sind. Die Stetigkeit der Abbildung folgt, indem man Folgenstetigkeit zeigt und ausnutzt, dass die Betragsabbildung auf {\displaystyle K_{v}} stetig ist. Dies kann man mit der umgekehrten Dreiecksungleichung einsehen. Aufgrund der restringierten Produkttopologie werden effektiv nur endlich viele Stellen betrachtet und die Behauptung folgt.
Wir definieren nun die Menge der {\displaystyle 1}-Idele {\displaystyle \mathbb {A} _{K}^{1}} wie folgt:
{\displaystyle \mathbb {A} _{K}^{1}:=\{x\in I_{K}:|x|=1\}=\ker(|\cdot |).}
Die Gruppe der {\displaystyle 1}-Idele sind eine Untergruppe von {\displaystyle I_{K}.} In der Literatur wird auch {\displaystyle I_{K}^{1}} für die Gruppe der {\displaystyle 1}-Idele verwendet. Im Folgenden wird die Notation {\displaystyle \mathbb {A} _{K}^{1}} verwendet.
Es gilt nun, dass {\displaystyle \mathbb {A} _{K}^{1}} eine abgeschlossene Teilmenge von {\displaystyle \mathbb {A} _{K}} ist, denn {\displaystyle \mathbb {A} _{K}^{1}=|\cdot |^{-1}(\{1\}).}
Die {\displaystyle \mathbb {A} _{K}}-Topologie auf {\displaystyle \mathbb {A} _{K}^{1}} stimmt mit der Teilraumtopologie von {\displaystyle I_{K}} auf {\displaystyle \mathbb {A} _{K}^{1}} überein. Diese Aussage findet sich in Cassels (1967), S. 69f.

### Allgemeine Produktformel
Sei {\displaystyle K} ein globaler Körper. Für den Homomorphismus {\displaystyle |\cdot |:z\mapsto |z|} von {\displaystyle I_{K}} nach {\displaystyle \mathbb {R} _{>0}} gilt: {\displaystyle K^{\times }\subset \ker(|\cdot |).} Mit anderen Worten bedeutet das, dass {\displaystyle |k|=1} für alle {\displaystyle k\in K^{\times }.} Die Produktformel impliziert, dass {\displaystyle K^{\times }\subset \mathbb {A} _{K}^{1}} ist. Dieser Satz ist in der Literatur als „Artin's product formula“ (Artins Produktformel) bekannt.
Es gibt viele Beweise dieser Aussage. Dieser hier orientiert sich an Neukirch (2007), S. 195. Er findet sich auch in Cassels (1967), S. 61. Die wesentliche Idee des Beweises ist es, die allgemeine Produktformel im algebraischen Zahlkörperfall auf den Spezialfall {\displaystyle K=\mathbb {Q} } zurückzuführen. Der Funktionenkörperfall geht ähnlich.
Sei {\displaystyle a\in K^{\times }} beliebig. Zu zeigen ist:
{\displaystyle \prod _{v}|a|_{v}=1.}
Es ist {\displaystyle v(a)=0} und damit {\displaystyle |a|_{v}=1} für jedes {\displaystyle v\nmid \infty ,} für welches das zugehörige Primideal {\displaystyle {\mathfrak {p}}_{v}} nicht in der Primidealzerlegung des Hauptideals {\displaystyle (a)} auftritt. Dies ist für fast alle {\displaystyle {\mathfrak {p}}_{v}} so. Es gilt nun:
{\displaystyle {\begin{aligned}\prod _{v}|a|_{v}&=\prod _{p\leq \infty }\prod _{v\mid p}|a|_{v}\\&=\prod _{p\leq \infty }\prod _{v\mid p}|N_{K_{v}/\mathbb {Q} _{p}}(a)|_{p}\\&=\prod _{p\leq \infty }|N_{K/\mathbb {Q} }(a)|_{p},\end{aligned}}}
wobei beim Übergang von Zeile 1 in Zeile 2, die allgemein gültige Gleichung {\displaystyle |a|_{w}=|N_{L_{w}/K_{v}}(a)|_{v}} benutzt wurde, wobei {\displaystyle v} eine Stelle von {\displaystyle K} und {\displaystyle w} Stelle von {\displaystyle L} ist, welche über {\displaystyle v} liegt. Beim Übergang von Zeile 2 in Zeile 3 wurde eine Eigenschaft der Norm ausgenutzt. Man beachte, dass die Norm in {\displaystyle \mathbb {Q} } ist. Wir können daher ohne Einschränkung annehmen, dass {\displaystyle a\in \mathbb {Q} } ist. Dann hat {\displaystyle a} eine eindeutige Primzerlegung:
{\displaystyle a=\pm \prod _{p<\infty }p^{v_{p}},}
wobei {\displaystyle v_{p}\in \mathbb {Z} } fast immer {\displaystyle 0.} Der Satz von Ostrowski besagt, dass die Beträge auf {\displaystyle \mathbb {Q} } bis auf Äquivalenz genau die {\displaystyle p}-Beträge und {\displaystyle |\cdot |_{\infty }} sind. Es folgt, dass
{\displaystyle {\begin{aligned}|a|&=(\prod _{p<\infty }|a|_{p})\cdot |a|_{\infty }\\&=(\prod _{p<\infty }p^{-v_{p}})\cdot (\prod _{p<\infty }p^{v_{p}})\\&=1.\end{aligned}}}
Es gibt noch weitere Beweise der Produktformel, welche in der Literatur zu finden sind.

### Charakterisierung vonA(End(E))*
Sei {\displaystyle E} ein {\displaystyle n}-dimensionaler {\displaystyle K}-Vektorraum. Setze {\displaystyle A:=\operatorname {End} (E).} Sei weiterhin {\displaystyle a\in \mathbb {A} _{A}.} Dann sind folgende Aussagen äquivalent
- {\displaystyle a\in \mathbb {A} _{A}^{\times },}
- {\displaystyle \operatorname {det} (a)\in \mathbb {A} _{K}^{\times },}
- {\displaystyle x\mapsto ax} ist ein Automorphismus von {\displaystyle \mathbb {A} _{E}.}

Wenn einer der drei Punkte erfüllt ist, dann gilt, dass {\displaystyle |a|=|\operatorname {det} (a)|.} Weiterhin gilt, dass die Zuordnungen {\displaystyle a\mapsto \operatorname {det} (a)} und {\displaystyle a\mapsto |\operatorname {det} (a)|} Homomorphismen sind von {\displaystyle \mathbb {A} _{A}^{\times }} nach {\displaystyle \mathbb {A} _{K}^{\times }} bzw. {\displaystyle \mathbb {R} _{>0}.} Ein Beweis dieser Aussage findet sich in Weil (1967), S. 73f.
Insbesondere erhält man für eine endlichdimensionale {\displaystyle K}-Algebra {\displaystyle A} und {\displaystyle a\in \mathbb {A} _{A}} die Äquivalenz der folgenden Aussagen:
- {\displaystyle a\in \mathbb {A} _{A}^{\times },}
- {\displaystyle N_{A/K}(a)\in \mathbb {A} _{K}^{\times },}
- {\displaystyle x\mapsto ax} ist ein Automorphismus der additiven Gruppe {\displaystyle \mathbb {A} _{A}.}

Wenn einer der drei Punkte erfüllt ist, dann gilt, dass {\displaystyle |a|=|N_{A/K}(a)|.} Weiterhin gilt, dass die Zuordnungen {\displaystyle a\mapsto N_{A/K}(a)} und {\displaystyle a\mapsto |N_{A/K}(a)|} Homomorphismen sind von {\displaystyle \mathbb {A} _{A}^{\times }} nach {\displaystyle \mathbb {A} _{K}^{\times }} bzw. {\displaystyle \mathbb {R} _{>0}.} Mit diesem Satz ist ein alternativer Beweis der Produktformel möglich, vgl. Weil (1967), S. 75.

### K*ist eine diskrete und kokompakte Untergruppe in der Menge der1-Idele
Bevor wir den Satz formulieren können, brauchen wir folgende Hilfsaussage:
Lemma: Sei {\displaystyle K} ein globaler Körper. Es gibt eine Konstante {\displaystyle C,} welche nur vom globalen Körper {\displaystyle K} abhängt, so dass für alle {\displaystyle \alpha =(\alpha _{v})_{v}\in \mathbb {A} _{K}} mit der Eigenschaft {\displaystyle \textstyle \prod _{v}|\alpha _{v}|_{v}>C} ein {\displaystyle \beta \in K^{\times }} existiert, sodass {\displaystyle |\beta _{v}|_{v}\leq |\alpha _{v}|_{v}} für alle {\displaystyle v.}
Ein Beweis dieser Aussage findet sich in Cassels (1967), S. 66 Lemma.
Korollar: Sei {\displaystyle K} ein globaler Körper, sei {\displaystyle v_{0}} eine Stelle von {\displaystyle K} und sei {\displaystyle \delta _{v}>0} gegeben für alle Stellen {\displaystyle v\neq v_{0},} so dass {\displaystyle \delta _{v}=1} für fast alle {\displaystyle v} gilt. Dann gibt es ein {\displaystyle \beta \in K^{\times },} sodass {\displaystyle |\beta |\leq \delta _{v}} für alle {\displaystyle v\neq v_{0}.}
Beweis: Nach dem Lemma zuvor existiert eine Konstante {\displaystyle C,} die nur von unserem (fixierten) globalen Körper abhängt. Wir bezeichnen mit {\displaystyle \pi _{v}} uniformisierende Elemente der entsprechenden Ganzzahlringe {\displaystyle {\mathcal {O}}_{v}.} Definiere nun das Adel {\displaystyle \alpha =(\alpha _{v})_{v}} via {\displaystyle \alpha _{v}:=\pi _{v}^{k_{v}}} mit {\displaystyle k_{v}\in \mathbb {Z} } minimal so, dass {\displaystyle |\alpha _{v}|_{v}\leq \delta _{v}} für alle {\displaystyle v\neq v_{0}.} Dann ist {\displaystyle k_{v}=0} fast immer. Definiere {\displaystyle \alpha _{v_{0}}:=\pi _{v_{0}}^{k_{v_{0}}}} mit {\displaystyle k_{v_{0}}\in \mathbb {Z} ,} so dass {\displaystyle \textstyle \prod _{v}|\alpha _{v}|_{v}>C.} Dies geht, weil {\displaystyle k_{v}=0} für fast alle {\displaystyle v} ist. Nach dem obigen Lemma existiert ein {\displaystyle \beta \in K^{\times },} sodass {\displaystyle |\beta |_{v}\leq |\alpha _{v}|_{v}\leq \delta _{v}} für alle {\displaystyle v\neq v_{0}} gilt.
Nun zum eigentlichen Satz:
Satz: Sei {\displaystyle K} ein globaler Körper. {\displaystyle K^{\times }} ist diskret in {\displaystyle \mathbb {A} _{K}^{1}} und der Quotient {\displaystyle \mathbb {A} _{K}^{1}/K^{\times }} ist kompakt.
Beweis: Die Diskretheit von {\displaystyle K^{\times }} in {\displaystyle I_{K}} impliziert die Diskretheit von {\displaystyle K^{\times }} in {\displaystyle \mathbb {A} _{K}^{1}.}
Es bleibt zu zeigen, dass {\displaystyle \mathbb {A} _{K}^{1}/K^{\times }} kompakt ist. Dieser Beweis findet sich unter anderem in Weil (1967), S. 76 oder in Cassels (1967), S. 70. Im Folgenden wird Cassels (1967) Beweisidee wiedergegeben: Es reicht die Existenz einer kompakten Menge {\displaystyle W\subset \mathbb {A} _{K}} zu zeigen, sodass die natürliche Projektion {\displaystyle \pi :W\cap \mathbb {A} _{K}^{1}\rightarrow \mathbb {A} _{K}^{1}/K^{\times }} surjektiv ist, da die natürliche Projektion eine stetige Abbildung ist. Sei nun {\displaystyle \alpha \in \mathbb {A} _{K}} mit der Eigenschaft {\displaystyle \prod _{v}|\alpha _{v}|_{v}>C} gegeben, wobei {\displaystyle C} die Konstante des eingangs formulierten Lemmas ist. Definiere
{\displaystyle W:=\{\xi =(\xi _{v})_{v}:|\xi _{v}|_{v}\leq |\alpha _{v}|_{v}\quad \forall v\}.}
Offensichtlich ist {\displaystyle W} kompakt. Sei nun {\displaystyle \beta =(\beta _{v})_{v}} in {\displaystyle \mathbb {A} _{K}^{1}} gegeben. Wir zeigen, dass ein {\displaystyle \eta \in K^{\times }} existiert, sodass {\displaystyle \eta \beta \in W.} Per Definition der Menge der {\displaystyle 1}-Idele gilt, dass
{\displaystyle \prod _{v}|\beta _{v}|_{v}=1,}
und deshalb
{\displaystyle \prod _{v}|\beta _{v}^{-1}|_{v}=1.}
Es folgt, dass
{\displaystyle \prod _{v}|\beta _{v}^{-1}\alpha _{v}|_{v}=\prod _{v}|\alpha _{v}|_{v}>C.}
Wegen des vorigen Lemmas existiert ein {\displaystyle \eta \in K^{\times },} so dass {\displaystyle |\eta |_{v}\leq |\beta _{v}^{-1}\alpha _{v}|_{v}} für alle {\displaystyle v.} Es folgt, dass {\displaystyle \eta \beta \in W.} Damit folgt die Behauptung.

### Einige Isomorphismen im FallK=Q
Im Fall {\displaystyle K=\mathbb {Q} } gibt es einen kanonischen Isomorphismus {\displaystyle \mathbb {A} _{\mathbb {Q} }^{1}/\mathbb {Q} ^{\times }\cong {\widehat {\mathbb {Z} }}^{\times }.} Weiterhin gilt, dass {\displaystyle {\widehat {\mathbb {Z} }}^{\times }\times \{1\}} ein Vertretersystem von {\displaystyle \mathbb {A} _{\mathbb {Q} }^{1}/\mathbb {Q} ^{\times }} ist. Das bedeutet, dass {\displaystyle ({\widehat {\mathbb {Z} }}^{\times }\times \{1\})\mathbb {Q} ^{\times }=\mathbb {A} _{\mathbb {Q} }^{1}.} Ferner werden durch den Betrag folgende Isomorphismen topologischer Gruppen induziert:
{\displaystyle {\begin{aligned}I_{\mathbb {Q} }&\cong \mathbb {A} _{\mathbb {Q} }^{1}\times (0,\infty ){\text{ und }}\\\mathbb {A} _{\mathbb {Q} }^{1}&\cong I_{\mathbb {Q} ,fin}\times \{\pm 1\}.\end{aligned}}}
Es folgt, dass {\displaystyle {\widehat {\mathbb {Z} }}^{\times }\times (0,\infty )} ein Vertretersystem von {\displaystyle I_{\mathbb {Q} }/\mathbb {Q} ^{\times }} ist. Dieser Satz ist Teil des Satzes 5.3.3 auf Seite 128 in Deitmar (2010).
Beweis: Definiere die Abbildung {\displaystyle \varphi :{\widehat {\mathbb {Z} }}^{\times }\rightarrow \mathbb {A} _{\mathbb {Q} }^{1}/\mathbb {Q} ^{\times },} via {\displaystyle (a_{p})_{p}\mapsto ((a_{p})_{p},1)\mathbb {Q} ^{\times }.} Diese Abbildung ist offensichtlich wohldefiniert, da {\displaystyle |a_{p}|_{p}=1} für alle {\displaystyle p} und somit {\displaystyle (\prod _{p<\infty }|a_{p}|_{p})\cdot 1=1} gilt. Die Abbildung ist ein stetiger Gruppenhomomorphismus. Für die Injektivität sei {\displaystyle ((a_{p})_{p},1)\mathbb {Q} ^{\times }=((b_{p})_{p},1)\mathbb {Q} ^{\times }.} Daher existiert ein {\displaystyle q\in \mathbb {Q} ^{\times },} so dass {\displaystyle ((a_{p})_{p},1)q=((b_{p})_{p},1).} Durch einen Vergleich an der unendlichen Stelle, folgt {\displaystyle q=1} und daher {\displaystyle (a_{p})_{p}=(b_{p})_{p}.} Für die Surjektivität sei {\displaystyle ((\beta _{p})_{p},\beta _{\infty })\mathbb {Q} ^{\times }\in \mathbb {A} _{\mathbb {Q} }^{1}/\mathbb {Q} ^{\times }} gegeben. Da der Betrag dieses Elements {\displaystyle 1} ist, ist {\displaystyle \textstyle |\beta _{\infty }|_{\infty }={\frac {1}{\prod _{p}|\beta _{p}|_{p}}}\in \mathbb {Q} .} Es folgt, dass {\displaystyle \beta _{\infty }\in \mathbb {Q} .} Also ist {\displaystyle \textstyle ((\beta _{p})_{p},\beta _{\infty })\mathbb {Q} ^{\times }=(({\frac {\beta _{p}}{\beta _{\infty }}})_{p},1)\mathbb {Q} ^{\times }} und damit ist die Abbildung surjektiv, denn {\displaystyle \textstyle {\frac {|\beta _{p}|_{p}}{|\beta _{\infty }|_{p}}}=1} für alle {\displaystyle p,} vgl. die Darstellung von {\displaystyle |\beta _{\infty }|_{\infty }.} Die weiteren Isomorphismen sind gegeben durch: {\displaystyle \psi :I_{\mathbb {Q} }\rightarrow \mathbb {A} _{\mathbb {Q} }^{1}\times (0,\infty ),} via {\displaystyle a=(a_{p})_{p\leq \infty }\mapsto ((a_{p})_{p<\infty },a_{\infty }/|a|,|a|)} und {\displaystyle {\widetilde {\psi }}:I_{\mathbb {Q} ,fin}\times \{\pm 1\}\rightarrow \mathbb {A} _{\mathbb {Q} }^{1},} via {\displaystyle (a_{fin},\epsilon )\mapsto (a_{fin},\epsilon |a_{fin}|^{-1}).} Der Nachweis, dass es sich hierbei um Isomorphismen handelt, sei dem Leser zur Übung überlassen.

### Zusammenhang zwischen Idealklassengruppe und Idelklassengruppe
Für einen algebraischen Zahlkörper {\displaystyle K} definieren wir {\displaystyle C_{K,fin}:=I_{K,fin}/K^{\times }.} Es gilt nun:
{\displaystyle {\begin{aligned}J_{K}&\cong I_{K,fin}/{\widehat {\mathcal {O}}}^{\times }\qquad \quad {\text{und}}\\Cl_{K}&\cong C_{K,fin}/{\widehat {\mathcal {O}}}^{\times }K^{\times }\qquad {\text{und}}\\Cl_{K}&\cong C_{K}/({\widehat {\mathcal {O}}}^{\times }\times \prod _{v\mid \infty }K_{v}^{\times })K^{\times }.\end{aligned}}}
Hierbei bezeichnet {\displaystyle J_{K}} die Gruppe der gebrochenen Ideale in {\displaystyle K} mit dem Produkt zweier Ideale als Gruppenverknüpfung. Dadurch wird {\displaystyle J_{K}} eine Gruppe, die sogenannte Idealgruppe von {\displaystyle K.} Wir schreiben {\displaystyle Cl_{K}} für die Idealklassengruppe des Dedekindrings {\displaystyle {\mathcal {O}}:=\{\alpha \in K:\exists f\in \mathbb {Z} [x]{\text{ normiert: }}f(\alpha )=0\},} also ist {\displaystyle {\mathcal {O}}} der Ganzzahlring des algebraischen Zahlkörpers {\displaystyle K.} Per Definition gilt nun {\displaystyle Cl_{K}=J_{K}/K^{\times }.}
Beweis: Im Folgenden benutzen wir die Tatsachen, dass es für einen algebraischer Zahlkörper {\displaystyle K} eine eineindeutige Beziehung zwischen den endlichen Stellen von {\displaystyle K} und dem Primidealen ungleich Null von {\displaystyle {\mathcal {O}}} gibt:
Sei {\displaystyle v} eine endliche Stelle von {\displaystyle K} und sei {\displaystyle |\cdot |_{v}} ein Repräsentant der Äquivalenzklasse {\displaystyle v.} Definiere
{\displaystyle {\mathfrak {p}}_{v}:=\{x\in {\mathcal {O}}:|x|_{v}<1\}.}
Dann ist {\displaystyle {\mathfrak {p}}_{v}} ein Primideal in {\displaystyle {\mathcal {O}}.} Die Abbildung {\displaystyle v\mapsto {\mathfrak {p}}_{v}} ist eine Bijektion zwischen der Menge aller endlichen Stellen von {\displaystyle K} und der Menge der Primideale {\displaystyle {\mathfrak {p}}\neq 0} von {\displaystyle {\mathcal {O}}.} Die Umkehrabbildung ist gegeben durch:
Einen gegebenen Primideal {\displaystyle {\mathfrak {p}}} wird die Bewertung {\displaystyle v_{\mathfrak {p}}} zugeordnet, welche gegeben ist durch
{\displaystyle {\begin{aligned}v_{\mathfrak {p}}(x)&:=\operatorname {max} \{k\in \mathbb {N} _{0}:x\in {\mathfrak {p}}^{k}\}\quad \forall x\in {\mathcal {O}}^{\times },\\v_{\mathfrak {p}}({\frac {x}{y}})&:=v_{\mathfrak {p}}(x)-v_{\mathfrak {p}}(y)\quad \forall x,y\in {\mathcal {O}}^{\times }.\end{aligned}}}
Nun zum eigentlichen Beweis. Die folgende Abbildung ist wohldefiniert:
{\displaystyle {\begin{aligned}(\cdot ):\,&I_{K,fin}\rightarrow J_{K},\\&\alpha =(\alpha _{v})_{v}\mapsto \prod _{v\nmid \infty }{\mathfrak {p}}_{v}^{v(\alpha _{v})},\end{aligned}}}
wobei {\displaystyle {\mathfrak {p}}_{v}} das zur Stelle {\displaystyle v} zugehörige Primideal ist. Die Abbildung {\displaystyle (\cdot )} ist offensichtlich ein surjektiver Gruppenhomomorphismus. Es gilt, dass {\displaystyle \ker((\cdot ))={\widehat {\mathcal {O}}}^{\times }.} Der erste Isomorphismus aus dem Satz folgt nun mit dem Homomorphiesatz.
Jetzt dividieren wir auf beiden Seiten {\displaystyle K^{\times }} heraus. Dies ist möglich, da
{\displaystyle {\begin{aligned}(\alpha )&=((\alpha ,\alpha ,\dotsc ))\\&=\prod _{v\nmid \infty }{\mathfrak {p}}_{v}^{v(\alpha )}\\&=(\alpha )\end{aligned}}}
für alle {\displaystyle \alpha \in K^{\times }.} Man beachte den Missbrauch der Notation: Auf der linken Seite in Zeile 1 steht die Klammer für die zuvor definierte Abbildung. Anschließend wird die Einbettung von {\displaystyle K^{\times }} in {\displaystyle I_{K,fin}} benutzt. In Zeile 2 wird die Definition der Abbildungsvorschrift angewendet und schließlich benutzen wir in Zeile 3 die Tatsache, dass der Ganzzahlring {\displaystyle {\mathcal {O}}} ein Dedekindring ist und somit jedes Ideal, insbesondere das Hauptideal {\displaystyle (\alpha ),} in Primfaktoren zerlegt werden kann. Die Abbildung {\displaystyle (\cdot )} ist also ein {\displaystyle K^{\times }}-äquivarianter Gruppenhomomorphismus. Folglich induziert uns die obige Abbildung einen surjektiven Homomorphismus
{\displaystyle {\begin{aligned}\varphi :\,&C_{K,fin}\rightarrow Cl_{K},\\&\alpha K^{\times }\mapsto (\alpha )K^{\times }.\end{aligned}}}
Wir zeigen nun, dass {\displaystyle \ker(\varphi )={\widehat {\mathcal {O}}}^{\times }K^{\times }} gilt. Sei {\displaystyle \xi =(\xi _{v})_{v}\in {\widehat {\mathcal {O}}}^{\times }.} Dann ist {\displaystyle \textstyle \varphi (\xi K^{\times })=\prod _{v}{\mathfrak {p}}_{v}^{v(\xi _{v})}K^{\times }=K^{\times },} da {\displaystyle v(\xi _{v})=0} für alle {\displaystyle v.} Sei nun umgekehrt {\displaystyle \xi K^{\times }\in C_{K,fin}} mit {\displaystyle \varphi (\xi K^{\times })={\mathcal {O}}K^{\times }.} Dann folgt {\displaystyle \textstyle K^{\times }=\prod _{v}{\mathfrak {p}}_{v}^{v(\xi _{v})}K^{\times }.} Es gibt also einen Vertreter für den gilt: {\displaystyle \textstyle \prod _{v}{\mathfrak {p}}_{v}^{v(\xi '_{v})}={\mathcal {O}}.} Folglich gilt {\displaystyle \xi '\in {\widehat {\mathcal {O}}}^{\times }} und deswegen {\displaystyle \xi K^{\times }=\xi 'K^{\times }\in {\widehat {\mathcal {O}}}^{\times }K^{\times }.} Der zweite Isomorphismus aus dem Satz ist damit bewiesen.
Um den letzten Isomorphismus aus dem Satz zu zeigen, bemerken wir, dass die Abbdilung {\displaystyle \varphi } einen surjektiven Gruppenhomomorphismus
{\displaystyle {\widetilde {\varphi }}:C_{K}\rightarrow Cl_{K}}
induziert. Es gilt, dass {\displaystyle \textstyle \ker({\widetilde {\varphi }})=({\widehat {\mathcal {O}}}^{\times }\times \prod _{v\mid \infty }K_{v}^{\times })K^{\times }.} Damit ist der Satz gezeigt.
Bemerkung: Die Abbildung {\displaystyle (\cdot )} ist stetig im folgenden Sinne: Auf {\displaystyle I_{K,fin}} haben wir die gewöhnliche Ideletopologie. Auf {\displaystyle J_{K}} installieren wir die diskrete Topologie. Die Stetigkeit folgt, wenn wir zeigen können, dass {\displaystyle (\{{\mathfrak {a}}\})^{-1}} offen ist für jedes {\displaystyle {\mathfrak {a}}\in J_{K}.} Nun ist {\displaystyle (\{{\mathfrak {a}}\})^{-1}=\alpha {\widehat {\mathcal {O}}}^{\times }} offen, wobei {\displaystyle \alpha =(\alpha _{v})_{v}\in \mathbb {A} _{K,fin},} sodass {\displaystyle \textstyle {\mathfrak {a}}=\prod _{v}{\mathfrak {p}}_{v}^{v(\alpha _{v})}.}

### Zerlegung vonI(K)undC(K)
Sei {\displaystyle K} ein globaler Körper. Falls {\displaystyle K} Charakteristik {\displaystyle p>1} hat, dann ist {\displaystyle I_{K}\cong \mathbb {A} _{K}^{1}\times \mathbb {Z} .} Falls {\displaystyle K} Charakteristik {\displaystyle 0} hat, dann ist {\displaystyle I_{K}\cong M\times \mathbb {A} _{K}^{1},} wobei {\displaystyle M} eine abgeschlossene Untergruppe von {\displaystyle I_{K}} ist, welche isomorph zu {\displaystyle \mathbb {R} _{>0}} ist. Weiterhin gilt:
{\displaystyle C_{K}=I_{K}/K^{\times }\cong \mathbb {A} _{K}^{1}/K^{\times }\times N,}
wobei {\displaystyle N\cong \mathbb {Z} ,} falls {\displaystyle \operatorname {char} (K)>0} oder {\displaystyle N\cong \mathbb {R} _{>0},} falls {\displaystyle \operatorname {char} (K)=0} ist.
Beweis: Sei die Charakteristik von {\displaystyle K} gleich {\displaystyle p>1.} Für jede Stelle {\displaystyle v} von {\displaystyle K} gilt, dass die Charakteristik von {\displaystyle K_{v}} gleich {\displaystyle p} ist, so dass {\displaystyle |x|_{v}} für jedes {\displaystyle x\in K_{v}^{\times }} in der Untergruppe von {\displaystyle \mathbb {R} _{>0}} ist, welche von {\displaystyle p} erzeugt wird. Folglich gilt dies auch für jedes {\displaystyle |z|,} wobei {\displaystyle z\in I_{K}.} Das ist gleichbedeutend damit, dass das Bild des Homomorphismus {\displaystyle z\mapsto |z|} eine diskrete Untergruppe von {\displaystyle \mathbb {R} _{>0}} ist, welche in {\displaystyle p^{\mathbb {Z} }} liegt. Da diese nicht trivial, d. h. {\displaystyle {\text{Bild}}(|\cdot |)\neq \{1\}} ist, ist sie von einem {\displaystyle Q=p^{N}} erzeugt, für ein {\displaystyle N\in \mathbb {N} .} Wähle {\displaystyle z_{1}\in I_{K},} so dass {\displaystyle |z_{1}|=Q.} Dann ist {\displaystyle I_{K}} das direkte Produkt von {\displaystyle \mathbb {A} _{K}^{1}} und der Untergruppe, welche von {\displaystyle z_{1}} erzeugt wird, diskret ist und damit isomorph {\displaystyle \mathbb {Z} } ist.
Ist die Charakteristik von {\displaystyle K} gleich {\displaystyle 0,} so schreibe {\displaystyle z(\lambda )} für das Idel {\displaystyle (z_{v})_{v},} für das {\displaystyle z_{v}=1} an den endlichen Stellen von {\displaystyle K} gilt und {\displaystyle z_{w}=\lambda } an allen unendlichen Stellen von {\displaystyle K} gilt. Hierbei ist {\displaystyle \lambda \in \mathbb {R} _{>0}.} Dann ist die Abbildung {\displaystyle \lambda \mapsto z(\lambda )} ein Isomorphismus von {\displaystyle \mathbb {R} _{>0}} in eine abgeschlossene Untergruppe {\displaystyle M} von {\displaystyle I_{K}} und es gilt {\displaystyle I_{K}\cong M\times \mathbb {A} _{K}^{1}.} Der Isomorphismus ist gegeben durch Multiplikation:
{\displaystyle {\begin{aligned}\phi :M\times \mathbb {A} _{K}^{1}&\rightarrow I_{K},\\((\alpha _{v})_{v},(\beta _{v})_{v})&\mapsto (\alpha _{v}\beta _{v})_{v}\end{aligned}}}
Offensichtlich ist {\displaystyle \phi } ein Homomorphismus. Zur Injektivität: Sei {\displaystyle (\alpha _{v}\beta _{v})_{v}=1.} Da {\displaystyle \alpha _{v}=1} für {\displaystyle v<\infty ,} folgt {\displaystyle \beta _{v}=1} für {\displaystyle v<\infty .} Weiterhin existiert ein {\displaystyle \lambda \in \mathbb {R} _{>0},} so dass {\displaystyle \alpha _{v}=\lambda } für {\displaystyle v\mid \infty .} Daraus folgt, dass {\displaystyle \beta _{v}=\lambda ^{-1}} für {\displaystyle v\mid \infty .} Da zusätzlich noch {\displaystyle \textstyle \prod _{v}|\beta _{v}|_{v}=1} ist, folgt, dass {\displaystyle \lambda ^{n}=1} ist, wobei {\displaystyle n} die Anzahl der unendlichen Stellen von {\displaystyle K} ist. Es folgt {\displaystyle \lambda =1} und damit die Injektivität. Für die Surjektivität sei {\displaystyle \gamma =(\gamma _{v})_{v}\in I_{K}} gegeben. Wir definieren {\displaystyle \lambda :=|\gamma |^{1/n}} und weiterhin definieren wir {\displaystyle \alpha _{v}=1} für {\displaystyle v<\infty } und {\displaystyle \alpha _{v}=\lambda } für {\displaystyle v\mid \infty .} Definiere {\displaystyle \textstyle \beta ={\frac {\gamma }{\alpha }}.} Es gilt nun, dass {\displaystyle \textstyle |\beta |={\frac {|\gamma |}{|\alpha |}}={\frac {\lambda ^{n}}{\lambda ^{n}}}=1.} Es folgt die Surjektivität.
Die 2. Aussage folgt mit einer ähnlichen Betrachtung.

### Charakterisierung der Idelegruppe
Sei {\displaystyle K} ein algebraischer Zahlkörper. Es existiert eine endliche Stellenmenge {\displaystyle S} von {\displaystyle K,} sodass gilt:
{\displaystyle I_{K}=(I_{K,S}\times \prod _{v\notin S}{\mathcal {O}}_{v}^{\times })K^{\times }=(\prod _{v\in S}K_{v}^{\times }\times \prod _{v\notin S}{\mathcal {O}}_{v}^{\times })K^{\times }.}
Beweis: Wir benutzen als Voraussetzung, dass die Klassenzahl endlich ist. Seien {\displaystyle {\mathfrak {a}}_{1},\dotsc ,{\mathfrak {a}}_{h}} Ideale, die die {\displaystyle h} Klassen in {\displaystyle Cl_{K}} repräsentieren. Diese setzen sich aus endlich vielen Primidealen {\displaystyle {\mathfrak {p}}_{1},\dotsc ,{\mathfrak {p}}_{n}} zusammen. Sei nun {\displaystyle S} eine endliche Primstellenmenge, die zu dieser Primideale gehörende Stellen und die unendlichen Stellen enthält. Es ist zu beachten, dass wir die eineindeutige Identifikation zwischen Primstellen und Stellen des Körpers ausnutzen. Dann erfüllt {\displaystyle S} die Behauptung aus dem Satz. Um dies einzusehen, benutzen wir den folgenden Isomorphismus
{\displaystyle I_{K}/(\prod _{v\nmid \infty }{\mathcal {O}}_{v}^{\times }\times \prod _{v\mid \infty }K_{v}^{\times })\cong J_{K},}
welcher durch die Abbildung {\displaystyle \textstyle (\alpha _{v})_{v}\mapsto \prod _{v<\infty }{\mathfrak {p}}_{v}^{v(\alpha _{v})}} induziert wird.
Wir zeigen im Folgenden die Behauptung des Satzes nur an den endlichen Stellen, da sie an den unendlichen Stellen klar ist.
Die Inklusion „{\displaystyle \supset }“ ist klar.
Sei nun  {\displaystyle \alpha \in I_{K,fin},} so gehört das zugeordnete Ideal {\displaystyle \textstyle (\alpha )=\prod _{v\nmid \infty }{\mathfrak {p}}_{v}^{v(\alpha _{v})}} einer Klasse {\displaystyle {\mathfrak {a}}_{i}K^{\times }} an, d. h. {\displaystyle (\alpha )={\mathfrak {a}}_{i}(a)} mit einem Hauptideal {\displaystyle (a).} Das Idel {\displaystyle \alpha '=\alpha a^{-1}} wird unter unserer Abbildung {\displaystyle I_{K,fin}\rightarrow J_{K}} auf das Ideal {\displaystyle {\mathfrak {a}}_{i}} abgebildet. Das bedeutet, dass {\displaystyle \textstyle {\mathfrak {a}}_{i}=\prod _{v\nmid \infty }{\mathfrak {p}}_{v}^{v(\alpha '_{v})}.} Da die in {\displaystyle {\mathfrak {a}}_{i}} auftretenden Primideale in {\displaystyle S} liegen, ist {\displaystyle v(\alpha '_{v})=0} für alle {\displaystyle v\notin S} (hier werden wieder Primideale und Stellen miteinander identifiziert), d. h. {\displaystyle \alpha '_{v}\in {\mathcal {O}}_{v}^{\times }} für alle {\displaystyle v\notin S.} Daher ist {\displaystyle \alpha '=\alpha a^{-1}\in I_{K,S},} also {\displaystyle \alpha \in I_{K,S}K^{\times }.}
In Weil (1967), S. 77 wird obiges Theorem für einen beliebigen globalen Körper {\displaystyle K} gezeigt.